# Opius colombina
Opius colombina är en stekelart som beskrevs av Fischer 1972. Opius colombina ingår i släktet Opius och familjen bracksteklar. Inga underarter finns listade i Catalogue of Life.